# Andrew Jackson Downing
Andrew Jackson Downing (Newburgh, 31 ottobre 1815 – Hudson, 28 luglio 1852) è stato un architetto del paesaggio, scrittore e orticoltore statunitense.
Downing fu uno dei primi e più importanti paesaggisti americani, e viene considerato una figura di spicco del neogotico e dell'architettura del paesaggio americano. Inoltre, egli viene ricordato per essere stato editore della rivista The Horticulturist, nella quale operò fra il 1846 e il 1852.

## Biografia

### Gioventù

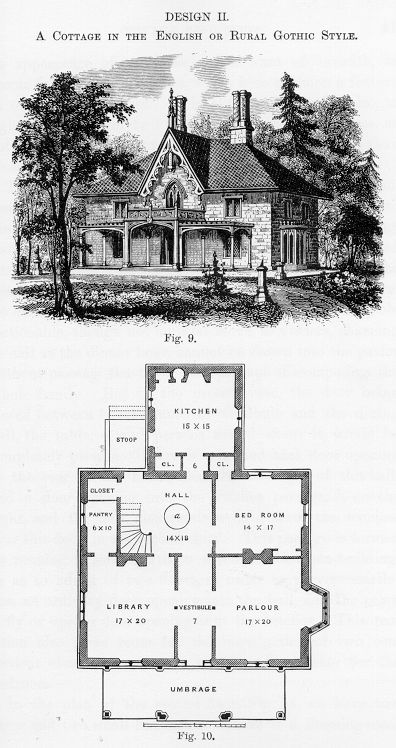
Illustrazione tratta da Cottage Residences (1842)

Downing nacque a Newburgh, ed era figlio di Samuel Downing, che faceva il vivaista e il carrettiere, ed Eunice Bridge. Dopo aver terminato gli studi all'età di sedici anni, Downing lavorò nel vivaio locale di proprietà del padre, nutrendo intanto un crescente interesse per il giardinaggio e l'architettura. Downing iniziò a scrivere libri di botanica e giardinaggio, per poi approfondire tali materie con lo studio. Egli sposò Caroline DeWint nel 1838.

### Carriera
Durante gli anni 1830, Downing iniziò a scrivere articoli per vari giornali e riviste di orticultura. Il suo primo libro A Treatise on the Theory and Practice of Landscape Gardening (1841)  ebbe grande successo, e viene ricordato per essere stata la prima opera del suo genere negli USA.
Nel 1842, Downing collaborò assieme ad Alexander Jackson Davis alla stesura di Cottage Residences, influente campionario ispirato agli scritti di John Claudius Loudon raffigurante case di gusto romantico inserite all'interno di paesaggi inglesi pittoreschi e pastorali. Il tomo ebbe altrettanta fortuna, e contribuì a diffondere la notorietà dei cosiddetti stili "Carpenter Gothic" e "Hudson River Bracketed" fra gli architetti di immobili commerciali e privati vittoriani.
Nel 1845, Andrew Downing e suo fratello Charles scrissero Fruits and Fruit Trees of America, che fu per molti anni un'opera di riferimento nel suo ambito. All'inizio degli anni cinquanta del secolo, Downing rinominò la mela che prendeva originariamente il nome di "Jonathan's Fine Winter", "Imperial of Keepers", un nome poi modificato in "York Imperial". Nel frattempo, Downing pubblicò The Architecture of Country Houses (1950), un altro importante libro di pattern.

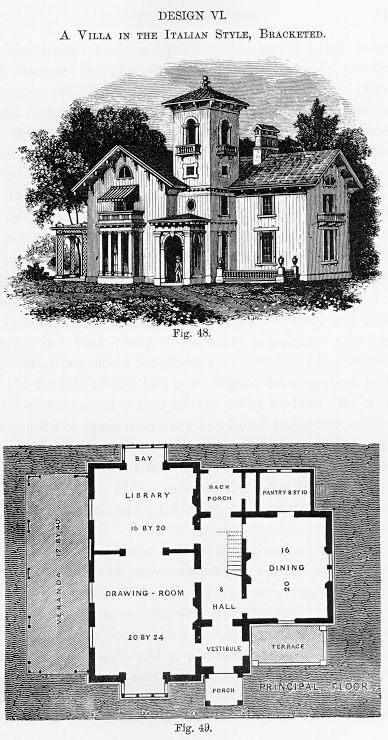
Illustrazione tratta da Cottage Residences (1842)

Lungo la metà degli anni quaranta, Downing divenne una celebrità nel suo campo, e ciò gli permise di stringere amicizia con Luther Tucker: editore e stampatore che assunse Downing per lavorare nella neonata rivista The Horticulturist and Journal of Rural Art and Rural Taste. Downing divenne editore della rivista durante l'estate del 1846; in seguito, ne diventerà il direttore fino al 1852, anno della sua morte. The Horticulturist fu il mezzo più importante attraverso il quale lo scrittore espresse le sue teorie in vari ambiti come l'orticoltura, la pomologia, la botanica, l'entomologia, l'architettura rurale, e il giardinaggio. Inoltre, tale pubblicazione gli permise di dare anche istruzioni per migliorare il benessere pubblico. Fu in questa rivista che il paesaggista espresse il bisogno di inaugurare un grande parco a New York (un'aspirazione che si concretizzerà molti anni dopo con l'apertura di Central Park) e di aprire delle scuole agricole statali.
Nel 1850, mentre era diretto in Europa, Downing partecipò a una mostra di acquerelli di Calvert Vaux, e convinse quest'ultimo ad emigrare negli Stati Uniti per inaugurare con lui una società di architettura a Newburgh alla quale prenderà parte anche Frederick Clarke Withers. La collaborazione fra Downing e Vaux terminò dopo due anni, durante i quali progettarono i terreni della Casa Bianca e della Smithsonian Institution di Washington.
Su richiesta del presidente Millard Fillmore, Downing ricevette l'incarico di rinnovare il National Mall, che si trovava in una situazione di abbandono. Downing presentò il suo progetto ai Regents of the Smithsonian Institution il 27 febbraio del 1851. L'architetto americano avrebbe fatto apportare radicali cambiamenti al Mall, concepito da Pierre L'Enfant nel 1791 dopo la fondazione della capitale. Downing voleva rimpiazzare la planimetria classica e geometrica e la Grand Avenue di L'Enfant con quattro parchi individuali presentanti strade e sentieri definiti da vari tipi di alberi. Inoltre, il paesaggista aspirava a creare un parco nazionale che fungesse da modello per tutta la nazione e che fosse un ideale esempio di "stile naturale del giardinaggio paesaggistico" e "museo pubblico di alberi e arbusti viventi".
Sempre nel 1851, Fillmore versò due terzi della somma di denaro totale per rinnovare il Mall, ma il Congresso statunitense riteneva tale progetto troppo costoso: fu infatti disposto a versare soltanto il denaro per sviluppare i terreni che circondavano la vicina Smithsonian Building e, nel 1853, tagliò i finanziamenti affinché i lavori non avessero inizio. Nonostante ciò, anni più tardi, le agenzie federali aprirono diversi parchi naturali all'interno del Mall che seguivano le direttive di Downing. Tali aree naturali verranno sostituite nel 1902 in seguito all'avviamento del MacMillan Plan.
Nel 1845 Downing divenne studioso onorario presso la National Academy of Design.

### Morte

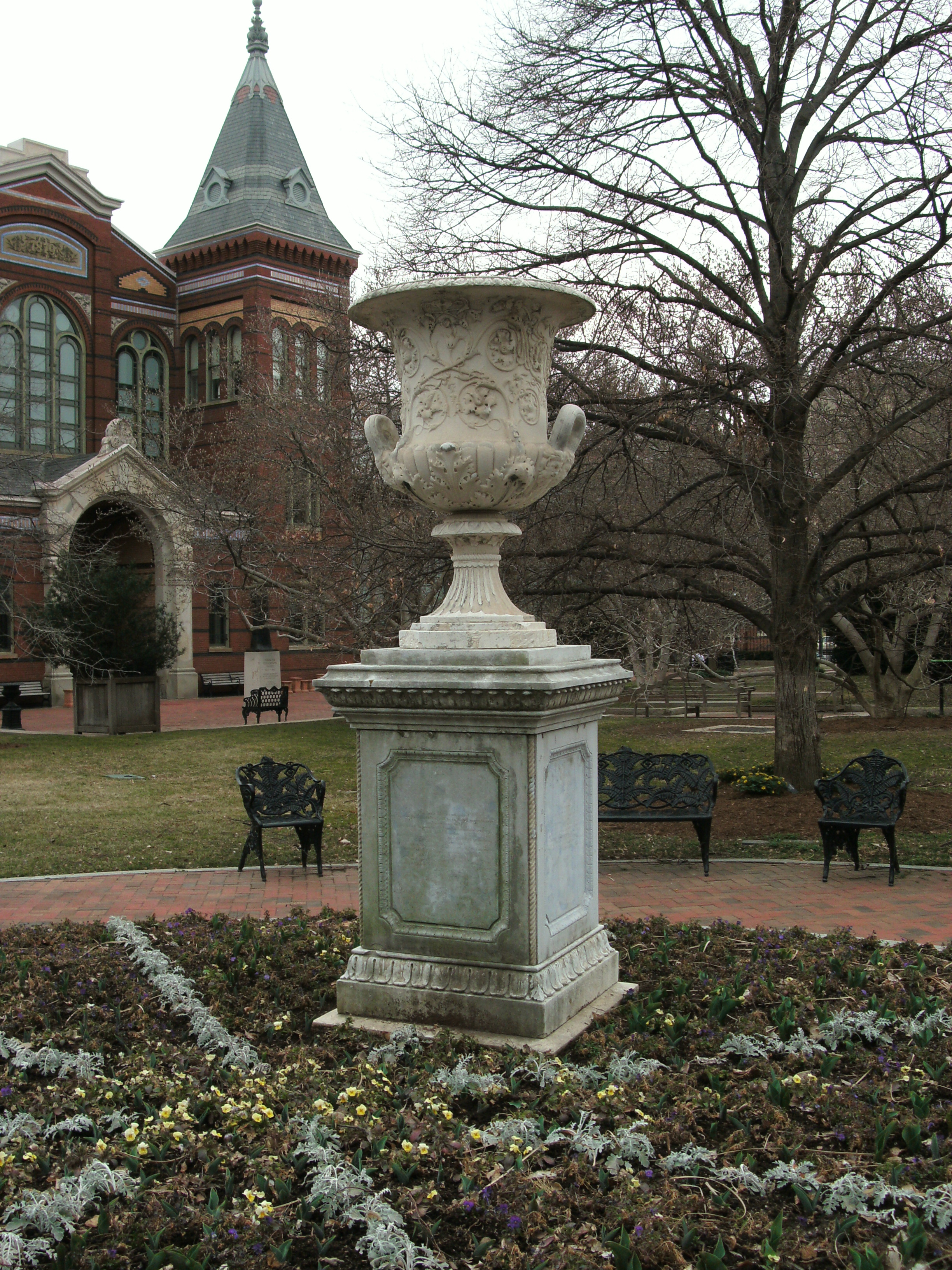
Monumento dedicato a Downing collocato nell'Enid A. Haupt Garden di Washington

Il 28 luglio 1852, mentre Downing viaggiava sul battello a vapore Henry Clay con la moglie e i suoceri, un incendio dovuto all'esplosione di una caldaia si diffuse su tutto lo scafo di legno dell'imbarcazione. Tale incidente causò la morte di Downing e di altre ottanta persone. Alcuni giorni dopo, furono recuperate alcune parti del corpo carbonizzate del paesaggista e i suoi vestiti.
I resti di Downing furono sepolti inizialmente nel cimitero di Old Town, ma furono in seguito ricollocati nel Cedar Hill Cemetery di Newburgh, sua città natale.
Dopo la morte di Downing, Withers e Vaux ereditarono il suo studio di architettura, e l'amico scrittore Nathaniel Parker Willis riportò che "il nostro paese ci promette soltanto aiuto (...) per compensare in qualche modo la mancanza di monete di bellezza nelle nostre tasche di tutti i giorni. (Downing) era l'unica persona che poteva rimediare a questo (...) consigliando alla gente cosa doveva fare quando bisognava occuparsi dei campi e dei boschi."

## Opere (elenco parziale)
- A Treatise on the Theory and Practice of Landscape Gardening, Adapted to North America, 1841
- Cottage Residences: or, A Series of Designs for Rural Cottages and Adapted to North America, 1842
- The Fruits and Fruit-trees of America: Or, The Culture, Propagation, and Management, in the Garden and Orchard, of Fruit-trees Generally : with Descriptions of All the Finest Varieties of Fruit, Native and Foreign, Cultivated in this Country, 1847
- The Architecture of Country Houses: Including Designs for Cottages, and Farm-Houses and Villas, With Remarks on Interiors, Furniture, and the best Modes of Warming and Ventilating, 1850